# 852

## Догађаји
- 4. март — Трпимир, словенски кнез и оснивач династије Трпимировића, издаје Трпимирову даровницу, један од првих правних докумената у историји Словена.
- Каролиншки цар Лотар I и његов полубрат Карло Ћелави удружују снаге да протерају Викинге са острва Уасел, на реци Сени. Након што не успеју у овом подухвату, Карло им поново плаћа данак.
- Викиншка флота од 350 бродова долази до ушћа Темзе, где скреће на север, и судара се са снагама Мерсије, предвођене краљем Беортвулфом. Мерсијанци су поражени и повлаче се у своја насеља. Викинзи тада скрећу на југ и прелазе реку негде у Сарију; тамо им тежак пораз наноси војска Весекса, предвођена краљем Етелвулфом и његовим сином Етелбалдом.
- Пресијан I, владар (кан) Бугарског царства, умире након 23-годишње владавине током које су се Бугари проширили на Горњу Македонију и Србију. Наслеђује га син Борис I, као монарх Бугарске.
- Почиње владавина Бориса I Михаила, првог владара Бугарске који је прихватио хришћанство и забранио паганство у Бугарској.
- Краља Етелстана, најстаријег Етелвулфовог сина, убија викиншка пљачкашка група. Наслеђује га брат Етелберт, који постаје заменик краља Кента, Есекса, Сарија и Сасекса . Беортвулф умире након 12-годишње владавине, а наследио га је син Бургред као краљ Мерсије.
- Абдурахман II, омејадски емир Кордобе, умире након 30-годишње владавине током које је направио многе џамији рушећи цркве у Кордоби. Наследио га је син Мухамед I, који ће угушити неколико устанака Муваладуна и Мозараба у областима под контролом муслимана у Ал-Андалузу (данашња Шпанија).